# Heimatmuseum Bad Brambach

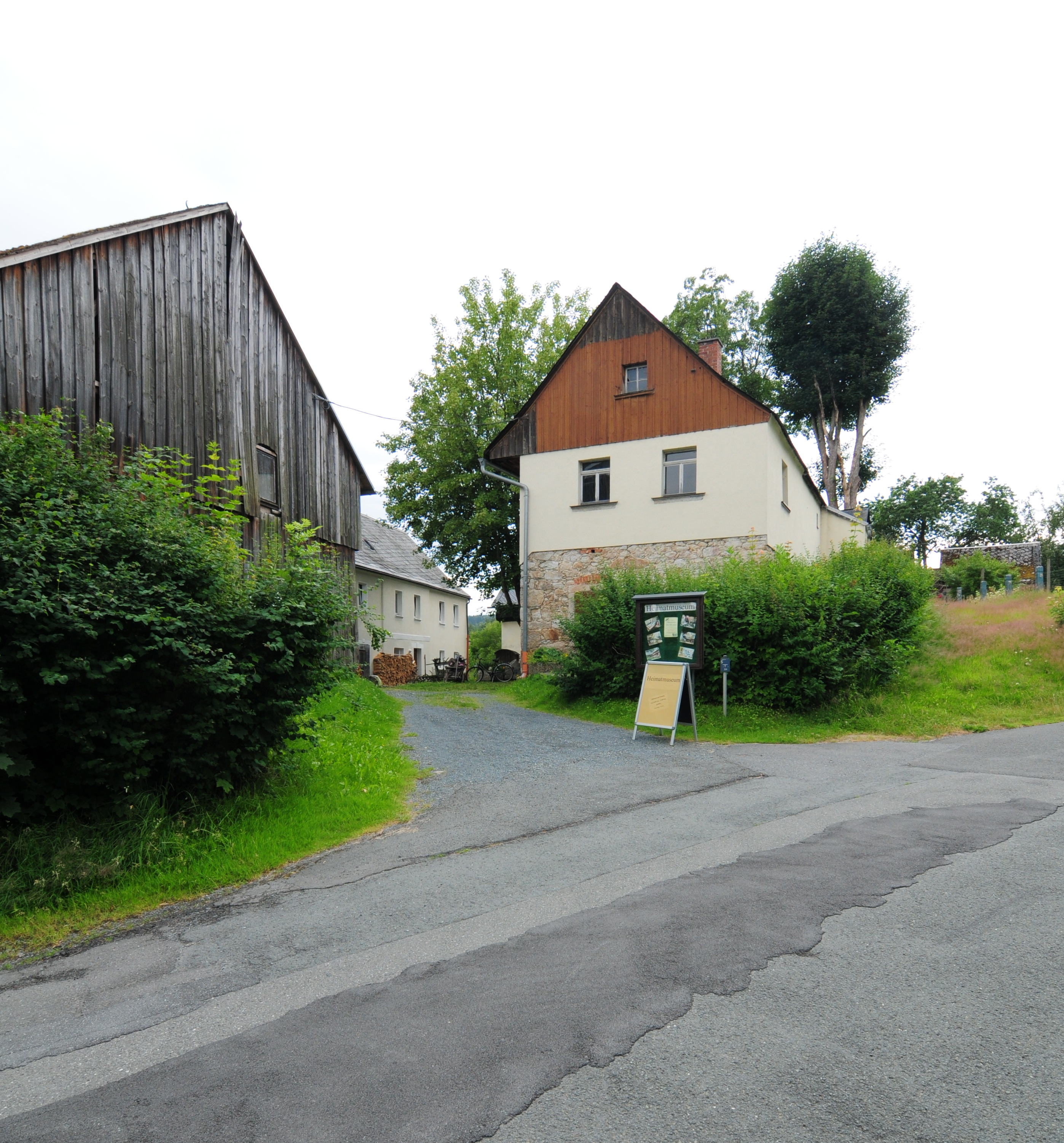
Eingang zum Heimatmuseum Bad Brambach (rechts)

Das Heimatmuseum Bad Brambach ist ein Regionalmuseum im Oberen Vogtland und befindet sich in der Zollstraße von Bad Brambach. Es wird durch einen gleichnamigen eingetragenen Verein geführt.
Das Museum befindet sich im Siedlungskern von Unterbrambach in einem 1811 errichteten, ehemaligen landwirtschaftlichen Anwesen, das unter Denkmalschutz steht. Die öffentlich zugänglichen musealen Bereiche wurden im Wohnhaus und der sich ihm anschließenden Scheune eingerichtet. Der Hof ist Teil des Ausstellungsareals. Im Erdgeschoss befinden sich Sammlungsbereiche zur Ortsgeschichte. Im Obergeschoss gibt es eine Orgelbauerwerkstatt, eine Mägdekammer und  Trachtensammlung, eine Darstellung der Flachsverarbeitung sowie einen Bereich über die wirtschaftliche Nutzung der Mineralquellen des Ortes.
Zusammen mit dem Vogtländischen Freilichtmuseum Landwüst und dem Vogtländischen Freilichtmuseum Eubabrunn bietet es einen Einblick in die Traditionen der agrarisch und handwerklich geprägten Lebenskultur des Oberen Vogtlands.